# Liodytes
Liodytes – rodzaj węży z podrodziny zaskrońcowatych (Natricinae) w rodzinie połozowatych (Colubridae).

## Zasięg występowania
Rodzaj obejmuje gatunki występujące w Stanach Zjednoczonych.

## Systematyka

### Etymologia
Liodytes: gr. λειος leios „gładki”; δυτης dutēs „nurek”, od δυω duō „zanurzyć się”.

### Podział systematyczny
Do rodzaju należą następujące gatunki:
- Liodytes alleni (Garman, 1874)
- Liodytes rigida (Say, 1825)